# Radu Albot
Radu Albot (n. 11 noiembrie 1989, Chișinău) este un jucător de tenis profesionist din Republica Moldova. Conform performanțelor sale, el este cel mai bun tenisman moldovean din toate timpurile. În luna august 2014 el a reușit să ajungă în premieră pentru Moldova în prima rundă la turneul US Open, unde însă a pierdut în fața francezului Gilles Simon în trei seturi, 6-3, 6-4, 6-2.
În cariera sa, Radu Albot a câștigat un turneu de tip Challenger în Fergana, Uzbekistan; 14 turnee de tip Futures la simplu. El este membru permanent al echipei Moldovei la Cupa Davis.
La 27 iulie 2015, Radu Albot a intrat în TOP 100 ATP la simplu, devenind primul și singurul moldovean care a reușit această performanță.

## Titluri în carieră

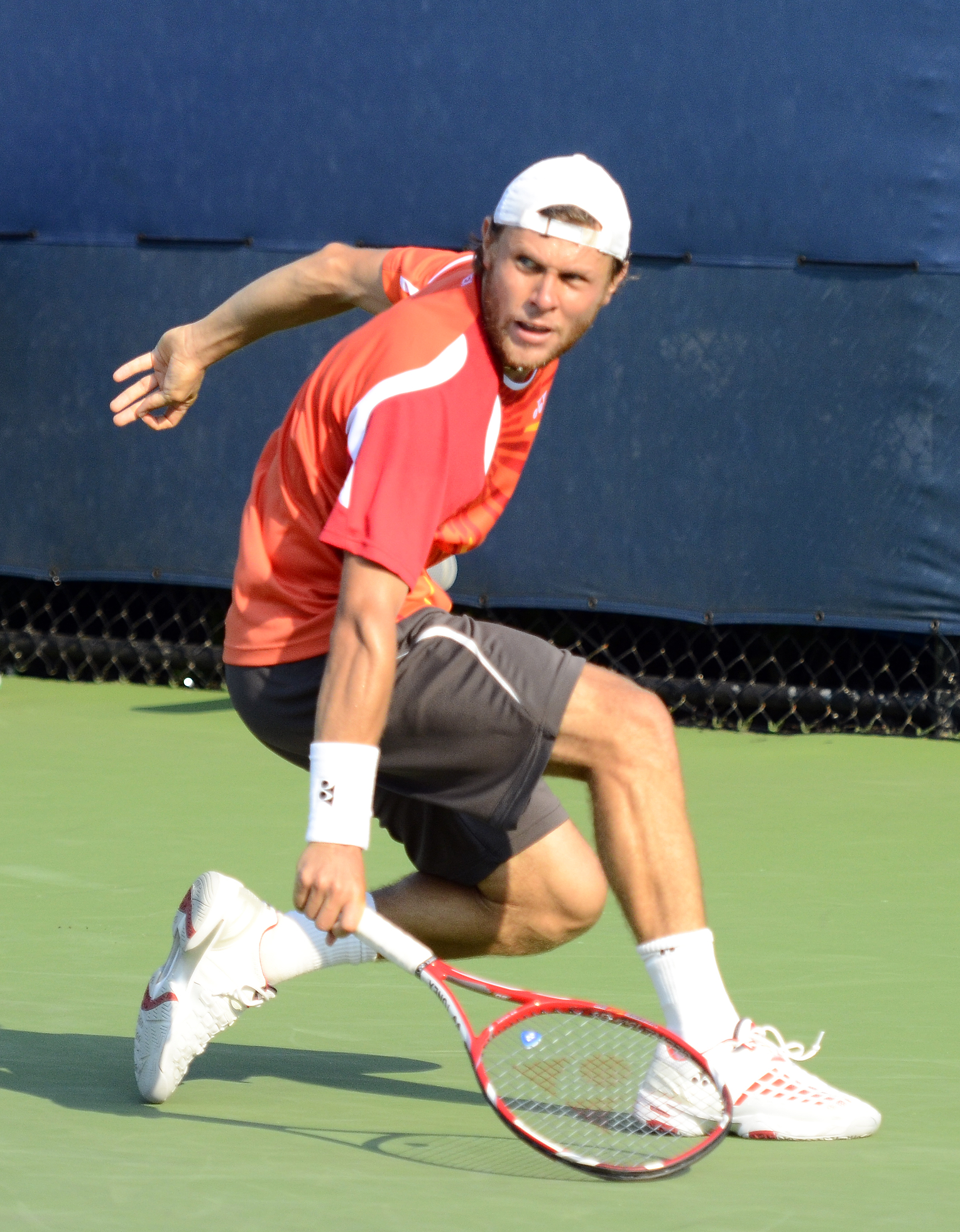
Radu Albot la US Open 2014

### Simplu (15)
| Legendă         |
| Challengers (1) |
| Futures (14)    |

| Nr. | Data               | Turneu     | Suprafață | Adversar în finală      | Scor                   |
| 1.  | 11 octombrie 2010  | Turcia F11 | Hard      | Denys Molchanov         | 6–3, 4–6, 7–5          |
| 2.  | 21 februarie 2011  | Turcia F7  | Clay      | Ruan Roelofse           | 7–5, 6–4               |
| 3.  | 28 martie 2011     | Turcia F11 | Hard      | Alejandro González      | 7–5, 6–3               |
| 4.  | 4 aprilie 2011     | Turcia F12 | Hard      | Yannik Reuter           | 6–3, 7–6(1)            |
| 5.  | 11 aprilie 2011    | Turcia F13 | Hard      | Peter Gojowczyk         | 6–3, 6–2               |
| 6.  | 23 mai 2011        | Italia F11 | Clay      | Walter Trusendi         | 2–6, 6–2, 7–6(1)       |
| 7.  | 20 februarie 2012  | Turcia F7  | Hard      | Aleksandr Lobkov        | 7–6(5), 6–3            |
| 8.  | 27 februarie 2012  | Turcia F8  | Hard      | Ádám Kellner            | 7–6(5), 6–2            |
| 9.  | 26 martie 2012     | Turcia F12 | Hard      | Sergio Gutierrez-Ferrol | 6–1 6–3                |
| 10. | 16 aprilie 2012    | Turcia F15 | Hard      | Tomislav Brkić          | 6–1 4–6 6–1            |
| 11. | 23 aprilie 2012    | Turcia F16 | Hard      | Tomislav Brkić          | 3–6 6–4 7–6(3)         |
| 12. | 28 mai 2012        | România F3 | Clay      | Roman Borvanov          | 7–5 6–4                |
| 13. | 29 septembrie 2013 | Fergana    | Hard      | Ilija Bozoljac          | 7–6(11–9) 6–7(3–7) 6–1 |

### Dublu (12)
| Legendă (Dublu) |
| Challengers (5) |
| Futures (7)     |

| Nr. | Data              | Turneu       | Suprafață | Partener            | Adversari în finală              | Scor                   |
| 1.  | 28 iulie 2008     | România F14  | Clay      | Andrei Ciumac       | Steven Goh Zakary van Min        | 7–6(5), 6–7(5), [10–3] |
| 2.  | 11 mai 2009       | România F2   | Clay      | Andrei Ciumac       | Florin Mergea Costin Pavăl       | 6–1, 6–2               |
| 3.  | 31 august 2009    | Germania F17 | Clay      | Jiří Školoudík      | James Lemke Richard Waite        | 6–1, 6–2               |
| 4.  | 24 mai 2010       | România F2   | Clay      | Andrei Ciumac       | Ivan Anikanov Artem Smirnov      | 2–6, 6–3, [10–7]       |
| 5.  | 7 martie 2011     | Turcia F8    | Clay      | Denys Molchanov     | Roman Jebavý Adrian Sikora       | 6–7(3), 6–3, [12–10]   |
| 6.  | 16 mai 2011       | Italia F10   | Clay      | Yasutaka Uchiyama   | Hiroki Moriya Shuichi Sekiguchi  | 4–6, 7–5, [10–7]       |
| 7.  | 14 aprilie 2012   | Mersin       | Clay      | Denys Molchanov     | Alessandro Motti Simone Vagnozzi | 6–0, 6–2               |
| 8.  | 5 mai 2012        | Ostrava      | Clay      | Teymuraz Gabashvili | Adam Pavlásek Jiří Veselý        | 7–5, 5–7, [10–8]       |
| 9.  | 21 octombrie 2013 | Kazan        | Hard      | Farrukh Dustov      | Egor Gerasimov Dzmitry Zhyrmont  | 6–2, 6–7(3–7), [10–7]  |
| 10. | 3 martie 2014     | China F1     | Hard      | Christopher Rungkat | Claudio Grassi Ricadro Ghedin    | 1–6, 7–5, [10–7]       |
| 11. | 7 aprilie 2014    | Mersin       | Clay      | Jaroslav Pospíšil   | Thomas Fabbiano Matteo Viola     | 7–6(9–7), 6–1          |
| 12. | 5 mai 2014        | Roma         | Clay      | Artem Sitak         | Andrea Arnaboldi Flavio Cipolla  | 4–6, 6–2, [11–9]       |

## Legături externe
- Radu Albot pe facebook
- ATP Profile
- ITF Profile Arhivat în 24 septembrie 2014, la Wayback Machine.
- Davis Cup Profile